# Gisela Ripoll López
Gisela Ripoll López és una arqueòloga catalana, catedràtica d'Arqueologia de la Secció de Prehistòria i Arqueologia del Departament d'Història i Arqueologia de la Universitat de Barcelona (des de 2020 i com a Professora Titular des de 1992).
La seva recerca se centra en diferents aspectes de l'arqueologia i la història de l'antiguitat tardana a la península Ibèrica. Ha dirigit una especial atenció als cementiris del període visigot i a l'arquitectura dels segles IV al X a l'estudi ha dedicat part dels seus treballs més significatius realitzats a Hispània del Corpus Architecturae religiosae Europeae (SAEC. IV - X) i en l'equip d'investigació ERAAUB, equip de recerca Arqueològica i arqueomètrica de la Universitat de Barcelona.
És doctora per la Universitat de Barcelona (Prehistòria, Història Antiga i Arqueologia) (1986), amb la tesi de La ocupación visigoda en época romana a través de sus necrópolis (Hispania), sota la direcció de Pere de Palol i doctora per la Universitat de la Sorbona, Paris IV (Histoire du Christianisme Ancien et Civilisations de l'Antiquité tardive) (1993) amb la tesi L'archéologie funéraire de Bétique d'aprés la collection visigothique du Römisch-Germanisches Zentralmuseum de Mayence, dirigida per Noël Duval. Ha realitzat estades d'investigació a Madrid, Magúncia, Paris, Roma, Torí-Vercelli i Princeton.
Entre les seves excavacions destaquen: l'església de Pelayos (Salamanca), l'església de Sant Sever (Ravenna), l'edifici històric de Ripoll 25 a Barcelona i la seva col·laboració amb l'equip del conjunt cristià de l'Illa del Rei (Maó). És responsable d'una part de l'equip per a l'estudi de les muralles de Carcassona i lidera el projecte de recerca i excavació ECLOC-Ecclessiae Coemeteria et Loci que treballa sobre els jaciments de Pla dels Albats (Olèrdola), Sidillà (Foixà) i Sant Quirze de Colera (Rabós) en projectes d'arqueologia i paleontologia 2014-2017 i 2018-2021 de la Generalitat de Catalunya.
Des de 2003 és editora de la revista Pyrenae, Revista de Prehistòria i Antiguitat de la Mediterrània Occidental / Journal of Western Mediterranean Prehistory and Antiquity i pertany als consells de redacció de Antiquité tardive i Hortus Artium Medievalium.